# Christiane Oehler
Christiane Oehler (* 5. August 1961) ist eine deutsche Juristin. Sie ist seit dem 23. Juni 2014 Richterin am Bundesgerichtshof.

## Leben und Wirken
Oehler trat nach Abschluss ihrer juristischen Ausbildung 1992 in den Justizdienst des Landes Baden-Württemberg ein und war zunächst bei den Amtsgerichten Bretten, Bruchsal und Ettlingen sowie dem Landgericht Karlsruhe eingesetzt. 1996 wurde zur Richterin am Landgericht in Karlsruhe ernannt. 1997 bis 2001 war sie als wissenschaftliche Mitarbeiterin an das Bundesverfassungsgericht abgeordnet. 2004 erfolgte ihre Ernennung zur Richterin am Oberlandesgericht Karlsruhe. Oehler ist promoviert.
Das Präsidium des Bundesgerichtshofs wies Oehler zunächst dem vornehmlich für das Deliktsrecht zuständigen VI. Zivilsenat zu.